# The Red Lane
Pour plus de détails, voir Fiche technique et Distribution.
The Red Lane (littéralement, La Voie rouge) est un film muet américain réalisé par Lynn Reynolds, sorti en 1920.

## Synopsis
Une jeune femme revient chez elle après des années et découvre la triste réalité de sa famille...

## Fiche technique
- Titre : The Red Lane
- Réalisation : Lynn Reynolds
- Scénario : Violet Clark (en)
- Photographie : Benjamin H. Kline
- Producteur :
- Société de production :  Universal Film Manufacturing Company
- Société de distribution :  Universal Film Manufacturing Company
- Pays de production :  États-Unis
- Langue : film muet avec les intertitres en anglais
- Métrage : 1 490,45 m (5 bobines)
- Format : Noir et blanc — 35 mm — 1,33:1 — Muet
- Genre : Film dramatique
- Durée : 50 minutes
- Date de sortie : 
  - États-Unis : 12 juillet 1920

## Distribution
- Frank Mayo : Norman Aldrich
- Lillian Rich : Marie Beaulieu
- James Mason: Dave Roi
- Jean Hersholt : Vetal Beaulieu
- James O'Neill : Jim, le simple d'esprit
- Karl Formes : Henri Billedeau
- Paul Weigel : père Leclair
- Frank Thorne : Louis Blais
- Harry Lamont : Joe, le shérif adjoint
- Fred Herzog : André, le laboureur
- Milla Davenport :
- Margaret Mann